# Sciarborasca
Sciarborasca is een plaats (frazione) in de Italiaanse gemeente Cogoleto, provincie Genua, en telt ongeveer 1600 inwoners.